# Taizé – Instrumental 2
Taizé – Instrumental 2 är ett album från 2005 av Kommuniteten i Taizé. Albumet spelades in hos kommuniteten i Taizé samma år och innehåller ackompanjemang för 19 Taizésånger spelade på gitarr och flöjt, för grupper som möts för bön och sång.

## Låtlista
1. Dona la pace
2. Confitemini Domino
3. Gloria 3
4. Bóg jest miłością
5. Sanctum nomen Domini
6. Mon âme se repose
7. Spiritus Jesu Christi
8. El Senyor
9. Jesu redemptor
10. Dans nos obscurités
11. In manus tuas Pater
12. Bonum est confidere
13. Wait for the Lord
14. Jubilate coeli
15. La ténèbre
16. Bendigo al Señor
17. Venite, exultemus Domino
18. Ostende nobis
19. De noche